# Chimediin Saikhanbileg
Chimediin Saikhanbileg (tiếng Mông Cổ: Чимэдийн Сайханбилэг sinh ngày 17 tháng 2 năm 1969) là cựu thủ tướng của Mông Cổ. Ông là Đảng viên của Đảng Dân chủ, Saikhanbileg được bổ nhiệm làm thủ tướng sau một cuộc bất tín nhiệm, và từ đó đã được giao nhiệm vụ cải thiện nền kinh tế tăng trưởng chậm lại của Mông Cổ và tình hình đầu tư nước ngoài.
Saikhanbilg sinh ra vào năm 1969 tại Dornod, Mông Cổ. Ông học đại học tại Mông Cổ (Đại học Quốc gia Mông Cổ), Nga (Dai hoc quoc gia Moscow) và Hoa Kỳ (Đại học George Washington). Ông đã làm việc cho một công ty luật trước khi vào chính trị. Saikhanbileg có khả năng nằm đẩy tạ đến 175 kg (385 lb).